# Gnomonia betulae-pubescentis
Gnomonia betulae-pubescentis är en svampart som tillhör divisionen sporsäcksvampar, och som beskrevs av Michel Monod. Gnomonia betulae-pubescentis ingår i släktet Gnomonia, och familjen Gnomoniaceae. Arten är reproducerande i Sverige.